# منتخب البرازيل لكرة السلة
منتخب البرازيل لكرة السلة (بالبرتغالية: Seleção Brasileira de Basquetebol‏) هو ممثل البرازيل الرسمي في المنافسات الدولية في كرة السلة. ينتمي إلى منطقة اتحاد الأمريكتين لكرة السلة. انضم إلى الاتحاد الدولي لكرة السلة في عام 1935.

## البطولات التي شارك فيها
- بطولة الأمريكتين لكرة السلة
- كأس العالم لكرة السلة
- كرة السلة في الألعاب الأولمبية